# Cyclosorus harveyi
Cyclosorus harveyi är en kärrbräkenväxtart som först beskrevs av Georg Heinrich Mettenius och Oskar Kuhn och som fick sitt nu gällande namn av Mazumdar och Mukhop.
Cyclosorus harveyi ingår i släktet Cyclosorus och familjen Thelypteridaceae. Inga underarter finns listade i Catalogue of Life.